# Ärmelchiton

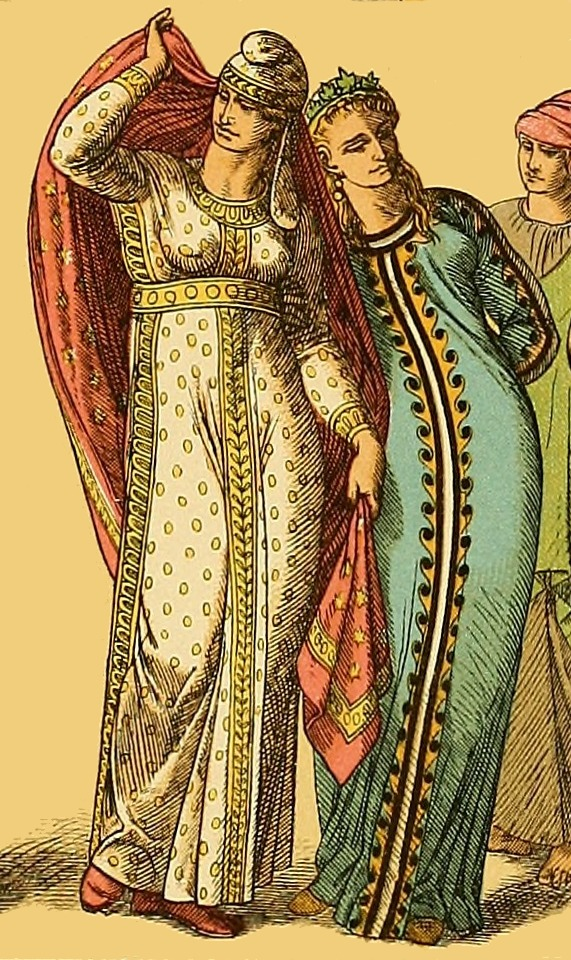
Zwei phrygische Frauen im Ärmelchiton (Friedrich Hottenroth, 1884)

Als Ärmelchiton (altgriechisch χειριδωτὸς χιτών cheiridōtòs chitṓn) wird ein historisches Hemdgewand bezeichnet. Er unterschied sich vom Chiton durch die langen, angenähten Ärmel und konnte in seinen kostbareren Ausführungen golddurchwirkt sein. Bei den Frauen war er knöchellang, die Männer trugen unter dem oft knielangen Ärmelchiton meist eine persische Hose. Doch konnte auch ihr Ärmelchiton waden- oder knöchellang sein.
Bei den Griechen galt der von den Völkern Kleinasiens, insbesondere den Phrygern, getragene Ärmelchiton als barbarische Tracht. Gleichwohl hatte er seine Bedeutung in sakralen Zusammenhängen und war die typische Tracht des griechischen Schauspielers, wobei tragische Schauspieler den knöchellangen, die komischen hingegen den knielangen Ärmelchiton trugen. Überhaupt begegnet der Ärmelchiton im Umfeld dionysischer Zusammenhänge, auch als Gewand des Gottes selbst. Zudem war er das Gewand der Hierophanten im Heiligtum von Eleusis. Auch scheint der Ärmelchiton den Kitharöden nicht unbekannt gewesen zu sein, zumindest gibt es Darstellungen des Apollon als Kitharöde in diesem Gewand. Den Römern war das Ärmelgewand Zeichen barbarischen Brauchs und der Verweichlichung.